# Bătălia din Donbas (2022–prezent)
Bătălia din Donbas este o ofensivă militară în curs de desfășurare, care face parte din ofensiva mai largă din estul Ucrainei a invaziei rusești a Ucrainei din 2022. Bătălia a început la 18 aprilie 2022 între forțele armate ale Rusiei și Ucrainei pentru controlul provinciilor (oblaste) Donețk și Luhansk. Analiștii militari consideră că bătălia face parte din a doua fază strategică a invaziei.
Strategia inițială a Rusiei în acest sector a fost de a încercui trupele ucrainene din Donbas și de a anexa toate regiunile Donețk și Luhansk la statele separatiste susținute de Rusia, Republica Populară Donețk și Republica Populară Luhansk, în timp ce obiectivul ucrainean este de a elibera teritoriile ocupate.
La 23 iunie 2022, oficialii ruși susțineau că controlează 55% din regiunea Donetsk. Până la 3 iulie, Rusia pretindea că controlează întreaga oblast Luhansk, iar forțele ruse și separatiste controlau orașele Mariupol, Sievierodonetsk, Lysychansk, Rubizhne și multe altele. În septembrie 2022, în timpul contraofensivei, Ucraina a recucerit Bilohorivka, un sat situat în apropiere de Lysychansk, în regiunea Luhansk, și orașele Lyman și Sviatohirsk din regiunea Donețk. Până la 16 ianuarie 2023, Rusia a capturat Soledar.